# Risa en animales

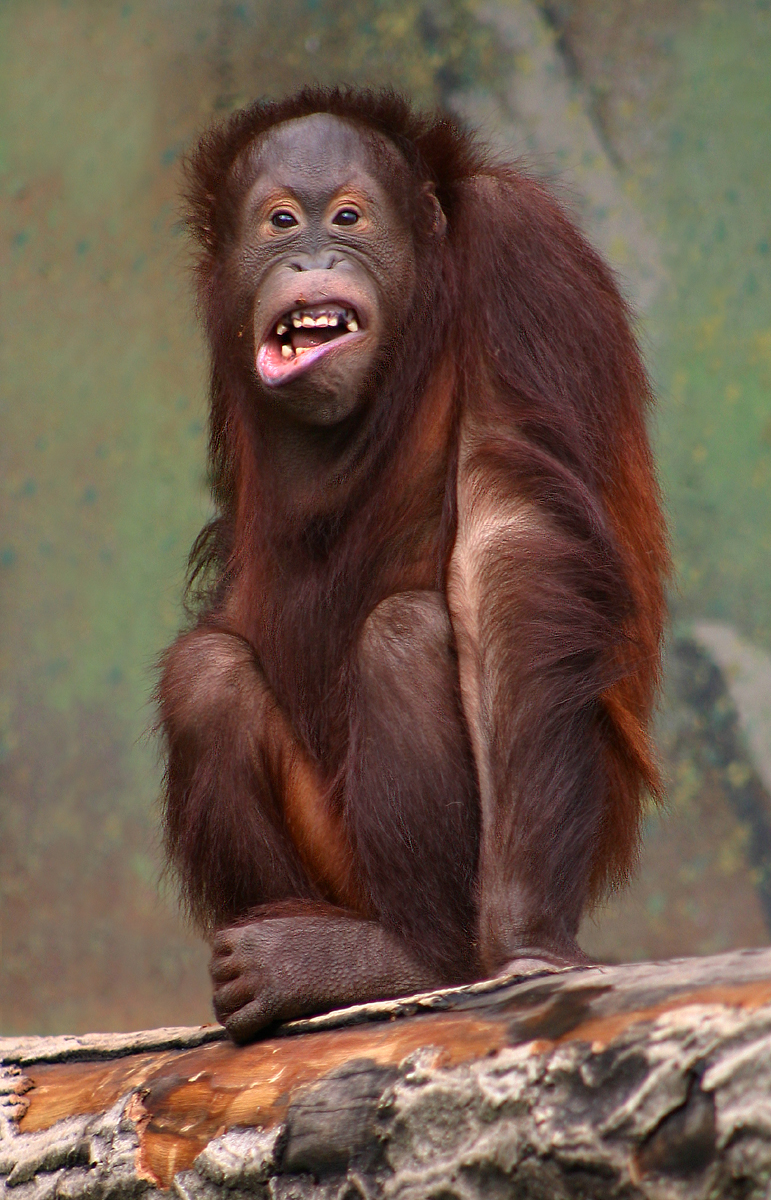
Un orangután «riendo»

La risa en animales distintos a los seres humanos describe comportamientos animales que se asemejan a la risa humana.
Varias especies no humanas exhiben vocalizaciones que suenan similares a la risa humana. Una importante proporción de tales especies son mamíferos, lo que sugiere que las funciones neurológicas ocurrieron de manera temprana en el proceso de evolución mamífera. La risa como comunicación aparece en más de 60 especies.

## Simios
Chimpancés, gorilas y orangutanes exhiben vocalizaciones similares a la risa humana en respuesta al contacto físico, como ocurre durante la lucha, juegos de persecución o cosquillas. Tal comportamiento se ha documentado tanto en chimpancés salvajes como en cautiverio. La risa de los chimpancés no es fácilmente reconocible para los seres humanos, en tanto es generada alternando inhalaciones y exhalaciones, lo que la hacen sonar más como una respiración fuerte o jadeo. Su sonido es similar a un chirrido. Las diferencias entre la risa chimpancé y humana pueden ser resultado de adaptaciones que han evolucionado para permitir el habla humana. Un estudio analizó los sonidos emitidos por bebés humanos y bonobos al hacérseles cosquillas y encontró que si bien la risa del bonobo era de frecuencia más alta, seguía el mismo patrón ecográfico que la de bebés humanos e incluía expresiones faciales similares. Seres humanos y chimpancés comparten áreas del cuerpo similares que les provocan cosquillas, tales como las axilas o el vientre.
La investigación ha notado la similitud en las formas de risa entre humanos y grandes simios (chimpancés, gorilas y orangutanes) al hacérseles cosquillas, lo que sugiere que la risa deriva de un origen común entre especies de primates y, por lo tanto, evolucionó antes del origen de los seres humanos (Homo sapiens).

## Ratas

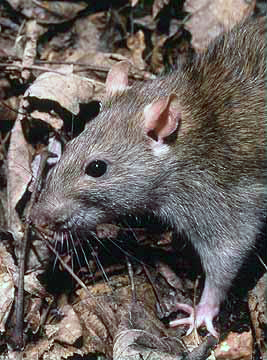
Las ratas grises emiten llamadas de 50 kHz durante juegos bruscos, y cuando se les hace cosquillas.

Las ratas emiten largas llamadas ultrasónicas de 50 kHz de frecuencia que son inducidas durante el juego brusco y volteretas, y cuando los humanos les hacen cosquillas. Tales vocalizaciones son descritas como un «chirrido» distinto. Al igual que los humanos, las ratas tienen áreas «cosquillosas» en sus cuerpos que generan mayores respuestas de risa que otras. Las ratas que más se ríen son a la vez las que juegan más y prefieren pasar más tiempo con otras ratas que ríen. Se ha reportado que no hay una disminución en la tendencia a reír y responder a las cosquillas a medida que las ratas envejecen, si bien también se ha reportado que en las hembras, la maduración cerebral tras la pubertad parece redefinir las cosquillas como aversivas, lo que conduce a la evitación en lugar de respuestas apetitivas. Otros estudios muestran que las ratas chirrían al luchar unas con otras, antes de recibir una dosis de morfina o durante el apareamiento. Tal sonido ha sido interpretado como una expectativa de algo recompensante. Las vocalizaciones ultrasónicas de alta frecuencia son importantes en la comunicación entre ratas y tienen la función de provocar comportamientos de acercamiento en quienes las reciben.
El objetivo inicial de esta investigación, realizada por Jaak Panksepp y Jeff Burgdorf, era rastrear los orígenes biológicos de la manera en la que el cerebro mamífero procesa las emociones y el comportamiento social. Estos investigadores compararon las vocalizaciones de ratas durante interacciones sociales con la alegría y la risa que comúnmente experimentan los niños durante el juego social. Llegaron a la conclusión de que las vocalizaciones de 50 kHz de las ratas podrían reflejar estados afectivos (sentimientos o emociones) positivos, análogos a los experimentados por niños que ríen durante el juego social.
Estudios más recientes han investigado los estados emocionales de las ratas tras recibir cosquillas. El optimismo o pesimismo de un animal puede evaluarse mediante estudios de sesgos cognitivos. Tras recibir cosquillas, las ratas se comportan de manera más optimista, lo que sugiere que tal interacción invoca un estado afectivo positivo. Asimismo, las ratas se autoadministran reproducciones de llamadas de 50 kHz a la vez que evitan reproducciones de llamadas de 22 kHz.
Cuando se administra naloxona (un antagonista de opioides) a las ratas, las cosquillas ya no evocan vocalizaciones de 50 kHz,[cita requerida] lo que sugiere que las propiedades reforzantes de las cosquillas están moduladas por opioides endógenos.

## Perros
Los perros jadean en ocasiones de una manera que suena similar a la risa humana. Al analizar el jadeo por medio de sonógrafo, este jadeo varía con ráfagas de frecuencias. Cuando tal vocalización es reproducida en presencia de los perros en entornos de albergues, puede iniciar el juego, promover comportamientos prosociales y disminuir niveles de estrés. Un estudio comparó el comportamiento de 120 perros con y sin exposición a una «risa de perro» pregrabada. Tal reproducción redujo comportamientos relacionados con el estrés, aumentó los movimientos de cola, la exhibición de «caras de juego» al iniciarse el juego y comportamientos prosociales, tales como acercarse o lamer los labios.

## Delfines
En 2004, investigadores que estudiaban delfines en Suecia notaron un conjunto particular de sonidos que no habían escuchado previamente.Tales sonidos consistían en una breve ráfaga de pulsos, seguida por silbidos. Tras observaciones adicionales, los investigadores descubrieron que tales señales eran hechas por delfines solamente durante peleas en juego, y nunca durante enfrentamientos genuinamente agresivos. Su conclusión fue que tales sonidos se hacían con el objeto de indicar que la situación era placentera y/o no amenazante, así como para ayudar a evitar que escalara hasta una pelea genuina. Según psicólogos, esta sería la razón por la que existe la risa humana en primer lugar, sugieriendoe que estos ruidos corresponden a un equivalente a la risa humana en delfines.